# Червена Вода (Словаччина)
Червена Вода, або Червона Вода (словац. Červená Voda) — село в Словаччині, Сабіновському окрузі Пряшівського краю.
Вперше згадується у 1956 році, коли адміністративно відділилася від Сабинова.
В селі є греко-католицька церква Найсвятішої Трійці з 1904 року.

## Географія
Розташоване в північно-східній частині Словаччини на південних схилах Чергівських гір у східній частині Шариської долини на берегу лівосторонньої притоки Ториси. Протікає Червений потік.

## Населення
| Рік:            | 1993 | 2003    | 2013    | 2023    |
| --------------- | ---- | ------- | ------- | ------- |
| Кількість осіб: | 456  | 443     | 484     | 515     |
| Різниця:        |      | -2,85 % | +9,25 % | +6,40 % |

| Рік:            | 2022 | 2023    |
| --------------- | ---- | ------- |
| Кількість осіб: | 514  | 515     |
| Різниця:        |      | +0,19 % |

В селі проживає 480 осіб.
Національний склад населення (за даними останнього перепису населення — 2001 року):
- словаки — 99,78 %,
- русини — 0,22 %,

Склад населення за приналежністю до релігії станом на 2001 рік:
- греко-католики — 70,00 %,
- римо-католики — 27,83 %,
- православні — 0,22 %,
- не вважають себе вірянами або не належать до жодної вищезгаданої конфесії- 1,96 %